# Honda G'Dash
L'Honda G' - DASH (codice modello Su50Mk) è uno scooter da 50 cm³ prodotto dalla casa motociclistica giapponese Honda nel 1989 e importato l'anno successivo in Italia con il nome di BSV Gp. In entrambi i casi il nome di questo scooter sottolinea il carattere sportivo dello stesso: G' - DASH infatti è il simbolo dell'accelerazione, Gp il nome con il quale vengono da sempre contraddistinte le competizioni sportive motociclistiche.

## Il contesto
Si stima che nel 1990 ne vennero importati in Italia circa 3.000 unità; al momento della consegna presso i concessionari ogni mezzo fu provvisto di nuovi documenti di circolazione conformi alle normative italiane e nuovi adesivi riportanti il logo dell'importatore che andavano a sostituire gli adesivi originali Honda.
Le colorazioni disponibili erano soltanto 2: nero (NH-1) e rosso (R-134) ed il prezzo al pubblico era di 2.800.000 lire. Nel 1990, dopo appena un anno dalla sua produzione la Honda decise di terminare la produzione di questo scooter continuando, con crescente successo, la produzione dei modelli della famiglia  Honda Dio.
Nonostante l'Honda G' - DASH fosse stato prodotto un anno dopo rispetto al primo modello Honda Dio (importato in Italia con il nome di BSV Sp) ed avesse in comune con lo stesso numerosi elementi meccanici come il motore raffreddato ad aria, fu l'unico scooter di indole marcatamente sportiva ad utilizzare forcelle telescopiche e telaio monotrave con serbatoio a cascata posizionato sotto alla sella. Quest'ultima soluzione lo rese privo del caratteristico vano sottosella.
Nei primissimi anni novanta fu impiegato con successo da molti piloti che parteciparono alle prime edizioni dei trofei destinati agli scooter fino a quando, con un cambio del regolamento che vietava la sostituzione della centralina originale, fu improvvisamente spinto ai margini delle competizioni, essendo i mezzi della famiglia Honda Dio dotati di serie di centralina con limitatore di giri.